# Сезар (кінопремія, 1986)
11-та церемонія вручення нагород премії «Сезар» Академії мистецтв та технологій кінематографа за заслуги у царині французького кінематографу за 1985 рік відбулася 22 лютого 1986 року у Палаці конгресу (Париж, Франція).
Церемонія проходила під головуванням акторів Мадлен Рено та Жана-Луї Барро, розпорядником та ведучим виступив французький журналіст та телеведучий Мішель Дрюкер. Найкращим фільмом визнано стрічку Троє чоловіків та немовля у люльці режисерки Колін Серро.
Цього року з'явилася нова категорія за Найкращий постер. Нещодавно засновані номінації: за Найкращий іноземний фільм французькою мовою (вручалася з 1984 року) та Найкраща режисура реклами (з 1985) були вручені востаннє.

## Статистика
Фільми, що отримали декілька номінацій:
| Фільм                                                             | Номінації | Перемоги |
| ----------------------------------------------------------------- | --------- | -------- |
| • Підземка / Subway                                               | 13        | 3        |
| • Зухвала дівчинка / L'Effrontée                                  | 8         | 2        |
| • Небезпека у будинку / Péril en la demeure                       | 8         | 2        |
| • Помирають тільки двічі / On ne meurt que deux fois              | 8         | 1        |
| • Побачення / Rendez-vous                                         | 7         | 1        |
| • Троє чоловіків та немовля у люльці / Trois hommes et un couffin | 6         | 3        |
| • Гарем / Harem                                                   | 5         | 2        |
| • Без даху, поза законом / Sans toit ni loi                       | 4         | 1        |
| • Залізна рука / Bras de fer                                      | 3         | -        |
| • Сходи C / Escalier C                                            | 2         | -        |
| • Поліція / Police                                                | 2         | -        |
| • Чай у гаремі Архімеда / Le Thé au harem d'Archimède             | 2         | 1        |

## Список лауреатів та номінантів
★Переможців виділено окремим кольором.

### Основні категорії
| Категорії                                          | Лауреати та номінанти                                                                                             | Лауреати та номінанти                                                                                             |
| -------------------------------------------------- | --- | --- |
| Найкращий фільм                                    | ★ Троє чоловіків та немовля в люльці / Trois hommes et un couffin (реж.: Колін Серро)                             | ★ Троє чоловіків та немовля в люльці / Trois hommes et un couffin (реж.: Колін Серро)                             |
| Найкращий фільм                                    | • Зухвала дівчинка (реж.: Клод Міллер)                                                                            | |
| Найкращий фільм                                    | • Небезпека у будинку (Смерть у французькому саду) / Péril en la demeure (реж.: Мішель Девіль)                    | |
| Найкращий фільм                                    | • Без даху, поза законом / Sans toit ni loi (реж.: Аньєс Варда)                                                   | |
| Найкращий фільм                                    | • Підземка / Subway (реж.: Люк Бессон)                                                                            | |
| Найкраща режисерська робота                        | | ★ Мішель Девіль за фільм «Небезпека у будинку»                                                                    |
| Найкраща режисерська робота                        | • Клод Міллер — «Зухвала дівчинка»                                                                                | |
| Найкраща режисерська робота                        | • Аньєс Варда — «Без даху, поза законом»                                                                          | |
| Найкраща режисерська робота                        | • Люк Бессон — «Підземка»                                                                                         | |
| Найкраща режисерська робота                        | • Колін Серро — «Троє чоловіків та немовля в люльці»                                                              | |
| Найкращий актор                                    | | ★ Кристофер Ламберт — «Підземка» (за роль Фреда)                                                                  |
| Найкращий актор                                    | • Жерар Депардьє — «Поліція» (за роль Луї Венсана Манжена)                                                        | |
| Найкращий актор                                    | • Робен Ренуччі (Robin Renucci) — «Сходи C» (Escalier C (film)) (за роль Форштера)                                | |
| Найкращий актор                                    | • Мішель Серро — «Помирають тільки двічі» (On ne meurt que deux fois) (за роль інспектора Робера Станіланда)      | |
| Найкращий актор                                    | • Ламбер Вільсон — «Побачення» (Rendez-vous (film, 1985)) (за роль Кантена)                                       | |
| Найкраща акторка                                   | | ★ Сандрін Боннер — «Без даху, поза законом» (за роль Мони Бержерон)                                               |
| Найкраща акторка                                   | • Ізабель Аджані — «Підземка» (за роль Элены)                                                                     | |
| Найкраща акторка                                   | • Жульєт Бінош — «Побачення» (за роль Ніни/Анн Ларьє)                                                             | |
| Найкраща акторка                                   | • Ніколь Гарсія — «Небезпека у будинку» (за роль Джулії Томстей)                                                  | |
| Найкраща акторка                                   | • Шарлотта Ремплінг — «Помирають тільки двічі» (за роль Барбари Спарк)                                            | |
| Найкращий актор другого плану                      | | ★ Мішель Бужена (Michel Boujenah) — «Троє чоловіків та немовля в люльці» (за роль Мішеля)                         |
| Найкращий актор другого плану                      | • Жан-Юг Англад — «Підземка» (за роль ролера)                                                                     | |
| Найкращий актор другого плану                      | • Жан-П'єр Бакрі — «Підземка» (за роль інспектора Бетмена)                                                        | |
| Найкращий актор другого плану                      | • Ксав'є Делюк (Xavier Deluc) — «Помирають тільки двічі» (за роль Марка Спарка)                                   | |
| Найкращий актор другого плану                      | • Мішель Галабрю — «Підземка» (за роль інспектора Жебера)                                                         | |
| Найкраща акторка другого плану                     | | ★ Бернадетт Лафон — «Зухвала дівчинка» (за роль Леоне)                                                            |
| Найкраща акторка другого плану                     | • Анемон — «Небезпека у будинку» (за роль Едвіж Леду)                                                             | |
| Найкраща акторка другого плану                     | • Катрін Фро — «Сходи C» (за роль Беатріс)                                                                        | |
| Найкраща акторка другого плану                     | • Домінік Лаванан (Dominique Lavanant) — «Троє чоловіків та немовля в люльці» (за роль мадам Рапон)               | |
| Найкраща акторка другого плану                     | • Маша Меріль — «Без даху, поза законом» (за роль мадам Ландьє)                                                   | |
| Найперспективніший актор                           | | ★ Вадек Станчак (Wadeck Stanczak) — «Побачення»                                                                   |
| Найперспективніший актор                           | • Люка Бельво — «Курча під оцтом»                                                                                 | |
| Найперспективніший актор                           | • Жак Боннаффе — «Спокуса Ізабель» (La Tentation d'Isabelle)                                                      | |
| Найперспективніший актор                           | • Кадер Буканеф (Kader Boukhanef) — «Чай у гаремі Архімеда» (Le Thé au harem d'Archimède)                         | |
| Найперспективніший актор                           | • Жан-Філіпп Екоффей (Jean-Philippe Écoffey) — «Зухвала дівчинка»                                                 | |
| Найперспективніша акторка                          | | ★ Шарлотта Генсбур — «Зухвала дівчинка»                                                                           |
| Найперспективніша акторка                          | • Еммануель Беар — «Кохання потайки» (L'Amour en douce)                                                           | |
| Найперспективніша акторка                          | • Філіппін Леруа-Больє — «Троє чоловіків та немовля в люльці»                                                     | |
| Найперспективніша акторка                          | • Шарлотта Валандре — «Червоний поцілунок» (Rouge Baiser)                                                         | |
| Найперспективніша акторка                          | • Забу Брайтман — «Біллі Кік» (Billy Ze Kick (film))                                                              | |
| Найкращий оригінальний або адаптований сценарій    | ★ Колін Серро — «Троє чоловіків та немовля в люльці»                                                              | ★ Колін Серро — «Троє чоловіків та немовля в люльці»                                                              |
| Найкращий оригінальний або адаптований сценарій    | • Люк Беро (Luc Béraud), Анн Міллер, Клод Міллер та Бернар Стора (Bernard Stora) «Зухвала дівчинка»               | |
| Найкращий оригінальний або адаптований сценарій    | • Мішель Одіар (посмертно) та Жак Дере — «Помирають тільки двічі»                                                 | |
| Найкращий оригінальний або адаптований сценарій    | • Мішель Девіль — «Небезпека у будинку»                                                                           | |
| Найкращий оригінальний або адаптований сценарій    | • Олів'є Ассаяс та Андре Тешіне — «Побачення»                                                                     | |
| Найкраща музика до фільму                          | ★ Хосе Луїс Кастінейра Де Діос (исп.) та Астор П'яццолла — «Танго, Гардель у вигнанні» (Tangos, l'exil de Gardel) | ★ Хосе Луїс Кастінейра Де Діос (исп.) та Астор П'яццолла — «Танго, Гардель у вигнанні» (Tangos, l'exil de Gardel) |
| Найкраща музика до фільму                          | • Мішель Порталь (Michel Portal) — «Залізна рука» (Bras de fer (film))                                            | |
| Найкраща музика до фільму                          | • Клод Боллінг (Claude Bolling) — «Помирають тільки двічі»                                                        | |
| Найкраща музика до фільму                          | • Ерік Серра — «Підземка»                                                                                         | |
| Найкращий монтаж                                   | ★ Раймон Гуйо (Raymonde Guyot) — «Небезпека у будинку»                                                            | ★ Раймон Гуйо (Raymonde Guyot) — «Небезпека у будинку»                                                            |
| Найкращий монтаж                                   | • Анрі Ланое (Henri Lanoë) — «Помирають тільки двічі»                                                             | |
| Найкращий монтаж                                   | • Ян Деде (Yann Dedet) — «Поліція»                                                                                | |
| Найкращий монтаж                                   | • Софі Шмит (Sophie Schmit) — «Підземка»                                                                          | |
| Найкраща операторська робота                       | ★ Жан Пензер — «Помирають тільки двічі»                                                                           | ★ Жан Пензер — «Помирають тільки двічі»                                                                           |
| Найкраща операторська робота                       | • Паскуалино Де Сантіс — «Гарем»                                                                                  | |
| Найкраща операторська робота                       | • Ренато Берта — «Побачення»                                                                                      | |
| Найкраща операторська робота                       | • Карло Варіні (Carlo Varini) — «Підземка»                                                                        | |
| Найкращі декорації                                 | ★ Александр Тронер — «Підземка»                                                                                   | ★ Александр Тронер — «Підземка»                                                                                   |
| Найкращі декорації                                 | • Жан-Жак Казіо — «Залізна рука»                                                                                  | |
| Найкращі декорації                                 | • Франсуа Де Ламот (François de Lamothe (décorateur)) — «Помирають тільки двічі»                                  | |
| Найкращі декорації                                 | • Філіпп Комбастель — «Небезпека у будинку»                                                                       | |
| Найкращі костюми                                   | ★ Ольга Берлуті та Катрін Горн-Агджян — «Гарем»                                                                   | ★ Ольга Берлуті та Катрін Горн-Агджян — «Гарем»                                                                   |
| Найкращі костюми                                   | • Елізабет Таверньє — «Залізна рука»                                                                              | |
| Найкращі костюми                                   | • Жаклін Бушар — «Зухвала дівчинка»                                                                               | |
| Найкращі костюми                                   | • Крістіан Гаск — «Побачення»                                                                                     | |
| Найкращий звук                                     | ★ Жерар Лампс (Gérard Lamps), Гарольд Морі, Гаррік Морі та Люк Періні — «Підземка»                                | ★ Жерар Лампс (Gérard Lamps), Гарольд Морі, Гаррік Морі та Люк Періні — «Підземка»                                |
| Найкращий звук                                     | • П'єр Ґаме (Pierre Gamet) та Домінік Еннекен (Dominique Hennequin) — «Гарем»                                     | |
| Найкращий звук                                     | • Поль Лайне (фр.) та Жерар Лампс — «Зухвала дівчинка»                                                            | |
| Найкращий звук                                     | • Домінік Еннекен та Жан-Луї Уґетто (Jean-Louis Ughetto) — «Побачення»                                            | |
| Найкращий дебютний фільм                           | ★ «Чай у гаремі Архімеда» — реж.: Мехді Шареф (Mehdi Charef)                                                      | ★ «Чай у гаремі Архімеда» — реж.: Мехді Шареф (Mehdi Charef)                                                      |
| Найкращий дебютний фільм                           | • «Гарем» — реж.: Артюр Жоффе (Arthur Joffé)                                                                      | |
| Найкращий дебютний фільм                           | • «Суто особиста справа» (Strictement personnel) — реж.: П'єр Жоліве (Pierre Jolivet)                             | |
| Найкращий дебютний фільм                           | • «Капосник у підв'язках» (La Nuit porte-jarretelles) — реж.: Віржіні Тевене (Virginie Thévenet)                  | |
| Найкращий короткометражний документальний фільм    | ★ Нью-Йорк N.Y. / New York N.Y. (реж.: Раймон Депардон)                                                           | ★ Нью-Йорк N.Y. / New York N.Y. (реж.: Раймон Депардон)                                                           |
| Найкращий короткометражний документальний фільм    | • La boucane (реж.: Жан Гумі)                                                                                     | |
| Найкращий короткометражний документальний фільм    | • Це був останній рік мого життя / C'était la dernière année de ma vie (реж.: Клод Вайз)                          | |
| Найкращий короткометражний документальний фільм    | • Маленький принц / Un petit prince (реж.: Радован Тадич)                                                         | |
| Найкращий короткометражний ігровий фільм           | ★ Товстун / Grosse (реж.: Бріжит Роюан)                                                                           | ★ Товстун / Grosse (реж.: Бріжит Роюан)                                                                           |
| Найкращий короткометражний ігровий фільм           | • Консультація / La consultation (реж.: Радован Тадич)                                                            | |
| Найкращий короткометражний ігровий фільм           | • Діалог глухих / Dialogue de sourds (реж.: Бернар Ноер)                                                          | |
| Найкращий короткометражний ігровий фільм           | • Незадовго до весілля / Juste avant le mariage (реж.: Жак Дешам)                                                 | |
| Найкращий короткометражний ігровий фільм           | • Книга Марі / Le Livre de Marie (реж.: Анн-Марі М'євіль)                                                         | |
| Найкращий короткометражний анімаційний фільм       | ★ Дитина відкритого моря / L'Enfant de la haute mer (реж.: Патрік Деньє)                                          | ★ Дитина відкритого моря / L'Enfant de la haute mer (реж.: Патрік Деньє)                                          |
| Найкращий короткометражний анімаційний фільм       | • Така красива сільська місцевість / La campagne est si belle (реж.: Мішель Ґотьє)                                | |
| Найкращий короткометражний анімаційний фільм       | • Похмурі казки / Contes crépusculaires (реж.: Ів Шарні)                                                          | |
| Найкращий режисер реклами                          | ★ Le Clémenceau (Citroën Visa GTI) — реж.: Жан Бекер (Jean Becker)                                                | ★ Le Clémenceau (Citroën Visa GTI) — реж.: Жан Бекер (Jean Becker)                                                |
| Найкращий режисер реклами                          | • Castinge (Cacharel) — реж.: Сара Мун                                                                            | |
| Найкращий режисер реклами                          | • C'est la question (Eram) — реж.: Етьєн Шатільє (Étienne Chatiliez)                                              | |
| Найкращий режисер реклами                          | • La Cave (Free Time) — реж.: Етьєн Шатільє                                                                       | |
| Найкращий режисер реклами                          | • Lee Cooper — реж.: Жан-Поль Ґуд (Jean-Paul Goude)                                                               | |
| Найкращий постер до фільму (фр. Meilleure Affiche) | ★ «Гарем» — Мішель Ланді                                                                                          | ★ «Гарем» — Мішель Ланді                                                                                          |
| Найкращий постер до фільму (фр. Meilleure Affiche) | • «Смарагдовий ліс» (The Emerald Forest) — Зоран Йованович                                                        | |
| Найкращий постер до фільму (фр. Meilleure Affiche) | • «Небезпека у будинку» — Бенжамін Балтімор                                                                       | |
| Найкращий постер до фільму (фр. Meilleure Affiche) | • «Ран» — Бенжамін Балтімор                                                                                       | |
| Найкращий постер до фільму (фр. Meilleure Affiche) | • «Підземка» — Бернар Бернгардт                                                                                   | |
| Найкращий фільм іноземною мовою                    | США • Пурпурова троянда Каїру / The Purple Rose of Cairo (США, реж. Вуді Аллен)                                   | США • Пурпурова троянда Каїру / The Purple Rose of Cairo (США, реж. Вуді Аллен)                                   |
| Найкращий фільм іноземною мовою                    | США • Рік Дракона / Year of the Dragon (США, реж. Майкл Чіміно)                                                   | |
| Найкращий фільм іноземною мовою                    | Велика Британія • Поля смерті / The Killing Fields (Велика Британія, реж. Ролан Жоффе)                            | |
| Найкращий фільм іноземною мовою                    | Японія • Ран / 乱 (Японія, реж. Акіра Куросава)                                                                   | |
| Найкращий фільм іноземною мовою                    | США • Марні пошуки Сьюзен / Desperately Seeking Susan (США, реж. Сьюзен Зейделман)                                | |
| Найкращий франкомовний фільм                       | Швейцарія • Дерборанс (Швейцарія, реж. Франсіс Рессер)                                                            | Швейцарія • Дерборанс (Швейцарія, реж. Франсіс Рессер)                                                            |
| Найкращий франкомовний фільм                       | Канада • Дама в кольорі (Канада, реж. Клод Жютра)                                                                 | |
| Найкращий франкомовний фільм                       | Бельгія • Пил (Бельгія, реж. Маріон Генсель)                                                                      | |
| Найкращий франкомовний фільм                       | Швейцарія • Вітаю тебе, Марія / Je vous salue, Marie (Швейцарія Франція, Велика Британія, реж. Жан-Люк Годар)     | |
| Найкращий франкомовний фільм                       | Канада • Visage pâle (Канада, Японія, реж. Клод Ганьйон)                                                          | |
| Найкращий франкомовний фільм                       | Бельгія • Vivement ce soir (Бельгія, реж. Патрік ван Антверпен)                                                   | |

### Спеціальні нагороди
| Нагорода         | Лауреати                                                                 | Лауреати |
| ---------------- | ------------------------------------------------------------------------ | -------- |
| Почесний «Сезар» | • Бетт Девіс                                                             |          |
| Почесний «Сезар» | • Жан Деланнуа                                                           |          |
| Почесний «Сезар» | • Рене Ферраччі (René Ferracci) (посмертно)                              |          |
| Почесний «Сезар» | • Моріс Жарр                                                             |          |
| Почесний «Сезар» | • Клод Ланцман                                                           |          |
| Данина пошани    | • Французька сінематека — у зв'язку з 50-річчям (президент Коста-Гаврас) |          |